# Hans-Joachim Willerding
Hans-Joachim Willerding (Berlijn-Pankow, 19 april 1952) is een voormalig Oost-Duits politicus.

## Biografie
Willerdings vader was een hooggeplaatst DDR-diplomaat. Als gevolg daarvan volgde hij middelbaar onderwijs in het buitenland. Van 1972 tot 1977 studeerde hij staatswetenschappen. In 1977 promoveerde hij. In 1966 werd hij lid van de Vrije Duitse Jeugd (Freie Deutsche Jugend, FDJ), de enige toegelaten (en onder communistische invloed staande) jeugdbeweging in de DDR. In 1971 werd hij tevens lid van de communistische Sozialistische Einheitspartei Deutschlands (Socialistische Eenheidspartij van Duitsland, SED).
Willerding was van 1971 tot 1972 instructeur bij de Centrale Raad van de FDJ en daarna leider van de afdeling buitenlandse betrekkingen. In 1978 werd hij als vertegenwoordiger van de FDJ lid van de Internationale Studentenbond (ISB) in Praag. Hij bekleedde de functie van schatmeester van de ISB. Van 1979 tot 1989 was hij lid van het Bureau en het Secretariaat van de Centrale Raad van de FDJ en van 1981 tot 1990 was hij tevens lid van de Volkskammer (Oost-Duits parlement). Van 1982 tot 1989 was hij fractievoorzitter van de FDJ in de Volkskammer. Daarnaast was hij lid van de kamercommissie Buitenlandse Zaken.
Willerding, die sinds 1986 kandidaat-lid van het Centraal Comité van de SED was, werd in november 1989, na de Wende, lid van het Centraal Comité en op voordracht van Hans Modrow (een hervormingsgezind communist), kandidaat-lid van het Politburo van de SED. Als zodanig was hij het jongste lid van dit hoogste partijorgaan. In december 1989 werd de oude partijorganen van de SED echter opgeheven en vervangen. Willerding werd nu lid van het Presidium van het Partijbestuur van de SED-PDS. Hij werd belast met de leiding van de commissie Buitenlandse Zaken van de SED-PDS. Bij de Volkskammerverkiezingen van 18 maart 1990 werd hij voor de Partij van het Democratische Socialisme (Partei des Demokratischen Sozialismus, PDS) in de Volkskammer gekozen.
Na de Duitse hereniging van 3 oktober 1990 stapte Willerding uit de politiek. Tegenwoordig vertegenwoordigt hij de Duitse firma Picon in Rusland en China.

## Verwijzingen
1. ↑  Wer was wer in der DDR, door: Müller-Enbergs, Wielgohs, Hoffmann (hoofdred.), 2000, blz. 918
2. 1 2  idem